# Bristol 407
La 407 è un'autovettura di lusso prodotta dalla Bristol dal 1958 al 1961.

## Storia
La 407 è stata la prima vettura Bristol realizzata dopo la scorporazione tra la divisione automobilistica dell'azienda, e la Bristol Aeroplane Company. Sotto il marchio di quest'ultima, infatti, furono costruiti tutti i modelli precedenti. Rispetto a essi, i cambiamenti applicati alla nuova vettura furono minori. Tra essi, ci fu l'installazione di una singola barra orizzontale su una calandra più larga. Quest'ultima, dalla 405 alla 407, venne progressivamente ingrandita. Inoltre vennero installati due collettori di scarico, che sostituirono lo scarico singolo dei modelli precedenti.
Comunque, sotto il cofano della 407 non era installato il motore a sei cilindri in linea e valvole in testa di derivazione BMW M328 che aveva caratterizzato i modelli precedenti. Infatti, esso era diventato inadeguato per rendere competitive le Bristol nei confronti delle prestazioni delle altre vetture lussuose britanniche dell'epoca. Venne quindi montato un motore Chrysler V8 da 5.130 cm³ di cilindrata che era costruito in Canada. Esso aveva installato però un nuovo albero a camme e delle rinnovate punterie di progettazione Bristol. Questo nuovo propulsore, che diede nuova linfa alla fama di auto ad alte prestazioni caratterizzante i modelli Bristol dell'epoca, consentiva alla 407 di raggiungere una velocità massima di 201 km/h. Il motore era montato anteriormente, mentre la trazione era posteriore.
Questo motore era accoppiato a un cambio automatico TorqueFlite a tre rapporti. Esso era l'unica trasmissione disponibile, ed era caratterizzata dall'avere tre marce in avanti e un convertitore di coppia.
Un'altra novità furono le sospensioni anteriori. Le balestre trasversali, che caratterizzavano i modelli precedenti, erano infatti inadeguate per fornire la maneggevolezza e la guidabilità a velocità elevata. Vennero pertanto sostituite da molle elicoidali. Questo schema fu poi riproposto su tutti i modelli Bristol successivi che avevano installato un motore a otto cilindri. Queste sospensioni avrebbero poi subito un aggiornamento a partire dalla 603. Fu sostituito anche lo sterzo a cremagliera, che in parte inibiva la guidabilità del modello.
Due degli 88 esemplari prodotti vennero carrozzati dalla Viotti, con carrozzeria cabriolet, e dalla Zagato, con carrozzeria coupé.

## Prestazioni
La rivista specializzata britannica The Motor provò un esemplare di 407 nel 1961. Vennero registrate una velocità massima di 201,5 km/h e un'accelerazione da 0 a 98 km/h di 9,2 secondi. Il consumo di carburante fu di 16,1 L/100 km, e il modello utilizzato nel test costava 5.141 sterline, incluse le tasse di 1.616 sterline.